# Pont del Molí de la Roca
El Pont del Molí de la Roca és un pont al terme municipal de la Sénia (Montsià) catalogat a l'Inventari del Patrimoni Arquitectònic de Catalunya.
Rep el nom de l'antic Molí de la Roca, situat al seu costat però ja en terme municipal de Sant Rafel del Riu, i uneix les terres catalanes amb les valencianes. El camí que passa per sobre uneix el molí i les finques dels voltants amb l'actual carretera comarcal de la Sénia-Ulldecona, a uns 4 km. de la primera. Pont format per dues arcades, una més petita no sobre el riu sinó salvant el desnivell de les roques del vessant català i una segona més gran que va de banda a banda de riu. En aquest punt, el riu forma un petit congost, pel que les bases de l'arcada gran queden penjades sobre la roca, especialment a la banda valenciana. L'intradós de l'arc té uns 2m. L'aparell és maçoneria de pedres petites amb carreus sense escairar a la base. Els arcs fets a base de lloses de pedra col·locades a manera de dovelles. Les baranes del camí que passa per sobre han caigut en molts punts.